# Simone Oberer
Simone Schneider-Oberer (* 8. April 1980 in Bottmingen) ist eine ehemalige Schweizer Leichtathletin. Ihre Spezialdisziplin war der Siebenkampf.

## Leben
Oberer ist mehrmalige Schweizer Meisterin und gehörte neben dem Siebenkampf auch im Weitsprung und im 100-Meter-Hürdenlauf zur nationalen Spitze. 2005 holte sie an der Universiade die Silbermedaille im Siebenkampf. Sie startete für den LC Zürich, ihre Trainerin war die amtierende Schweizer Rekordhalterin im Siebenkampf Corinne Schneider di Tizio. 2006 wurde Oberer zur Schweizer Leichtathletin des Jahres gewählt. Im November 2010 gab sie ihren Rücktritt vom Spitzensport bekannt.
Oberer wuchs im Kanton Basel-Landschaft in Itingen auf, wohnt jetzt in Basel. Nach einem Studium der chinesischen Medizin machte sie sich 2009 als Therapeutin selbständig.

## Erfolge
- 1999: 6. Rang Leichtathletik-Junioreneuropameisterschaften Siebenkampf
- 2001: Schweizer Meisterin Siebenkampf
- 2002: Schweizer Meisterin Weitsprung; 22. Rang Leichtathletik-Europameisterschaften Siebenkampf
- 2003: Schweizer Meisterin Siebenkampf; 7. Rang Universiade Siebenkampf
- 2004: Schweizer Meisterin Siebenkampf
- 2005: 2. Rang Universiade Siebenkampf; 18. Rang Leichtathletik-Weltmeisterschaften Siebenkampf
- 2006: 12. Rang Leichtathletik-Europameisterschaften Siebenkampf; Schweizer Meisterin Weitsprung
- 2007: Schweizer Meisterin Weitsprung; 22. Rang Leichtathletik-Weltmeisterschaften Siebenkampf

## Persönliche Bestleistungen
- Siebenkampf: 6052 Punkte, 29. Mai 2005 in Götzis
- Fünfkampf (Halle): 4334 Punkte, 17. Februar 2008 in Magglingen, Schweizer Rekord
- 200-Meter-Lauf: 25,00 s, 2003
- 800-Meter-Lauf: 2:13,47 min, 2005
- 100-Meter-Hürdenlauf: 13,62 s, 2007
- Hochsprung: 1,84 m, 2005
- Weitsprung: 6,49 m, 2006
- Kugelstoßen: 13,05 m, 2004
- Speerwurf: 41,51vm, 2007

## Weblink
- Simone Oberer auf worldathletics.org

| Personendaten    | Personendaten            |
| ---------------- | ------------------------ |
| NAME             | Oberer, Simone           |
| ALTERNATIVNAMEN  | Schneider-Oberer, Simone |
| KURZBESCHREIBUNG | Schweizer Leichtathletin |
| GEBURTSDATUM     | 8. April 1980            |
| GEBURTSORT       | Bottmingen               |